# Palau reial (Torí)
El Palau reial de Torí (en italià, Palazzo Reale di Torino), és un edifici històric italià de la ciutat de Torí al Piemont. Forma part del conjunt de les residències de la família reial de Savoia, classificades com a patrimoni mundial des de 1997.

## Situació
El palau està situat al centre de la ciutat de Torí, enfront de la plaça del Castell.

## Història
L'any 1562, Torí esdevé la capital dels Estats de Savoia en lloc de Chambèri. El duc Manuel Filibert instal·la la Cort al palau dels arquebisbes de Torí que transforma en palau ducal. A continuació l'any 1584, el duc Carles Manuel I ordena la construcció d'un nou edifici que és realitzat a partir dels plànols de l'arquitecte Ascanio Vittozzi, que mor l'any 1615.
El setge de la ciutat l'any 1640 deteriora fortament l'edifici, la qual cosa portarà la duquessa Cristina de França, regent dels Estats de Savoia, a prosseguir els treballs, confiats als arquitectes Carlo i el seu fill Amedeo di Castellamonte.
En el transcurs del segle XVII, la gran galeria reial és decorada amb frescos realitzats per Daniel Seiter. Els pisos de la planta baixa, anomenats Madame Felicitat, són decorats pel pintor Bartolomeo Guidobono. A la mateixa època, André Le Nôtre dibuixa i fa realitzar els jardins del palau.
Al segle XVIII, l'arquitecte Filippo Juvara fa realitzar l'« escala de les tisores » i el gabinet xinès. Benedetto Alfieri confia la pintura de frescos a Francesco De Mura i a Gregorio Guglielmi.

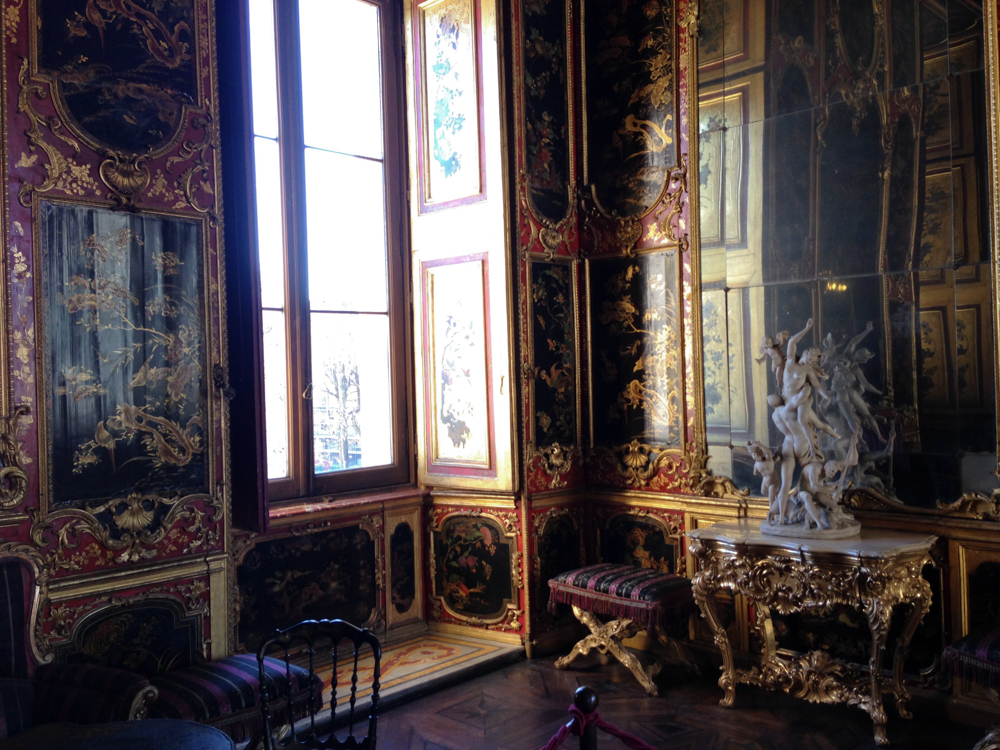
El Gabinet xinès concebut per l'arquitecte Filippo Juvarra